# 北洋军阀
北洋军阀，是中華民國早期最重要的軍閥势力之一，由袁世凯培植的北洋新军主要将领组成，袁世凯执掌政权后，其北洋新军主要将领雄霸一方，但在1916年袁世凯死后，因无人具有足够能力统领整个北洋军队及政权，各领导人以省割据导致分裂，以军队为主要力量在各省建立势力范围。北洋军阀在名义上仍接受北京政府的支配。但北京政权实际上就是由北洋军阀中不同派系的实力较强军阀或军阀集团所控制，在緊張时期各派人馬的搶奪下，導致北京政府对各地的军阀势力的实际控制比较薄弱，形成了实际上军阀割据的局面。故而在北洋军阀时期，北京政府又有“北洋军阀政府”（简称北洋政府）的称呼。事實上亦使北洋軍閥通常仍有北洋政府頒發的正式官銜，如都督、巡閱使、經略使、鎮守使或軍政長官等。

## 北洋新军
北洋新军的正式名字叫做新建陆军，原名定武军。袁世凯为新建陆军督办，主要军官由袁世凯亲友、北洋武备学堂毕业生、留學軍校生與淮军旧部组成，新军的教官和学生是后来北洋军阀人物的主要来源。

## 北洋系各派军阀
北洋军阀主要分为直系、皖系、奉系三大派系，历史上把长江吴淞口以北的军阀也称北洋军阀。

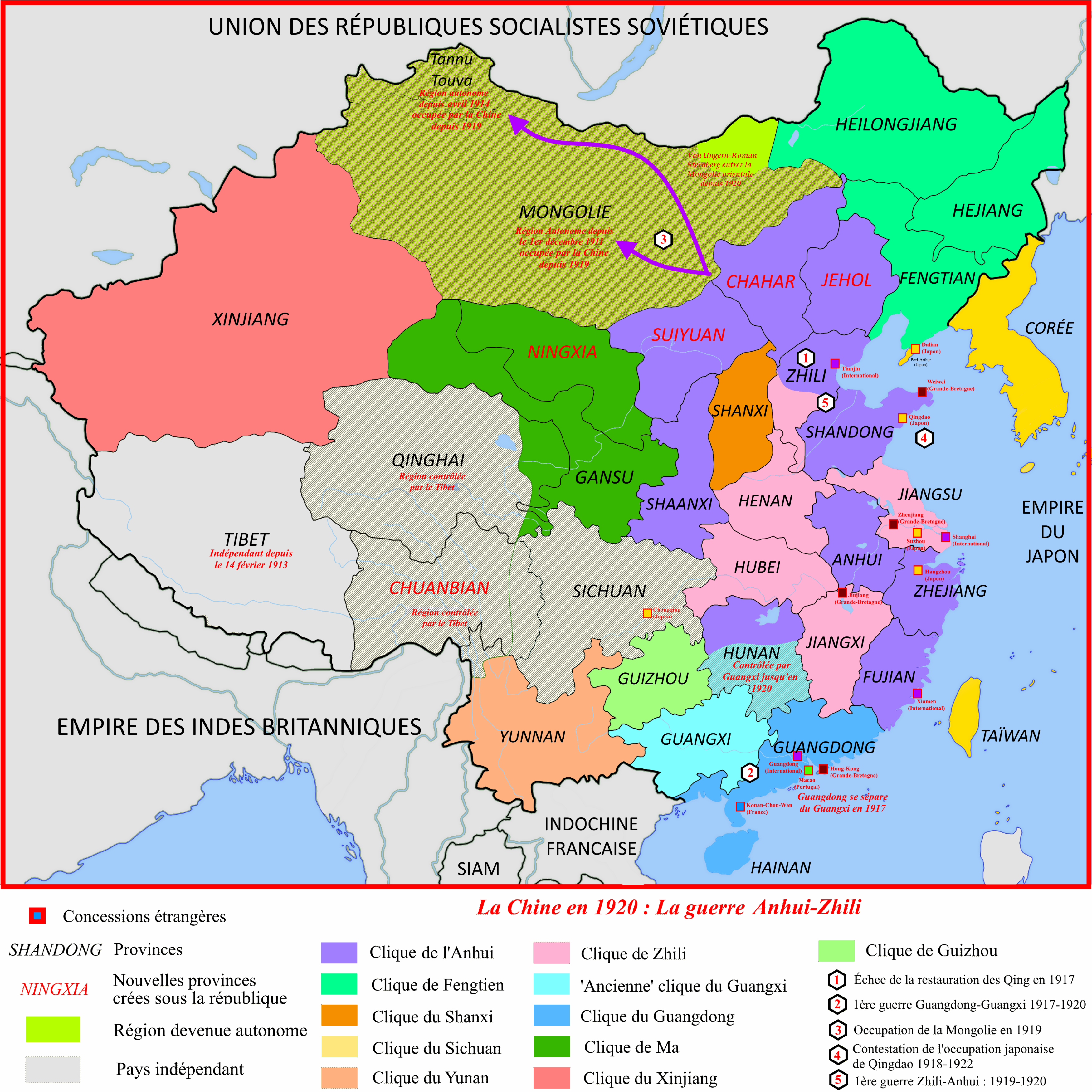
1917-20年军阀分布

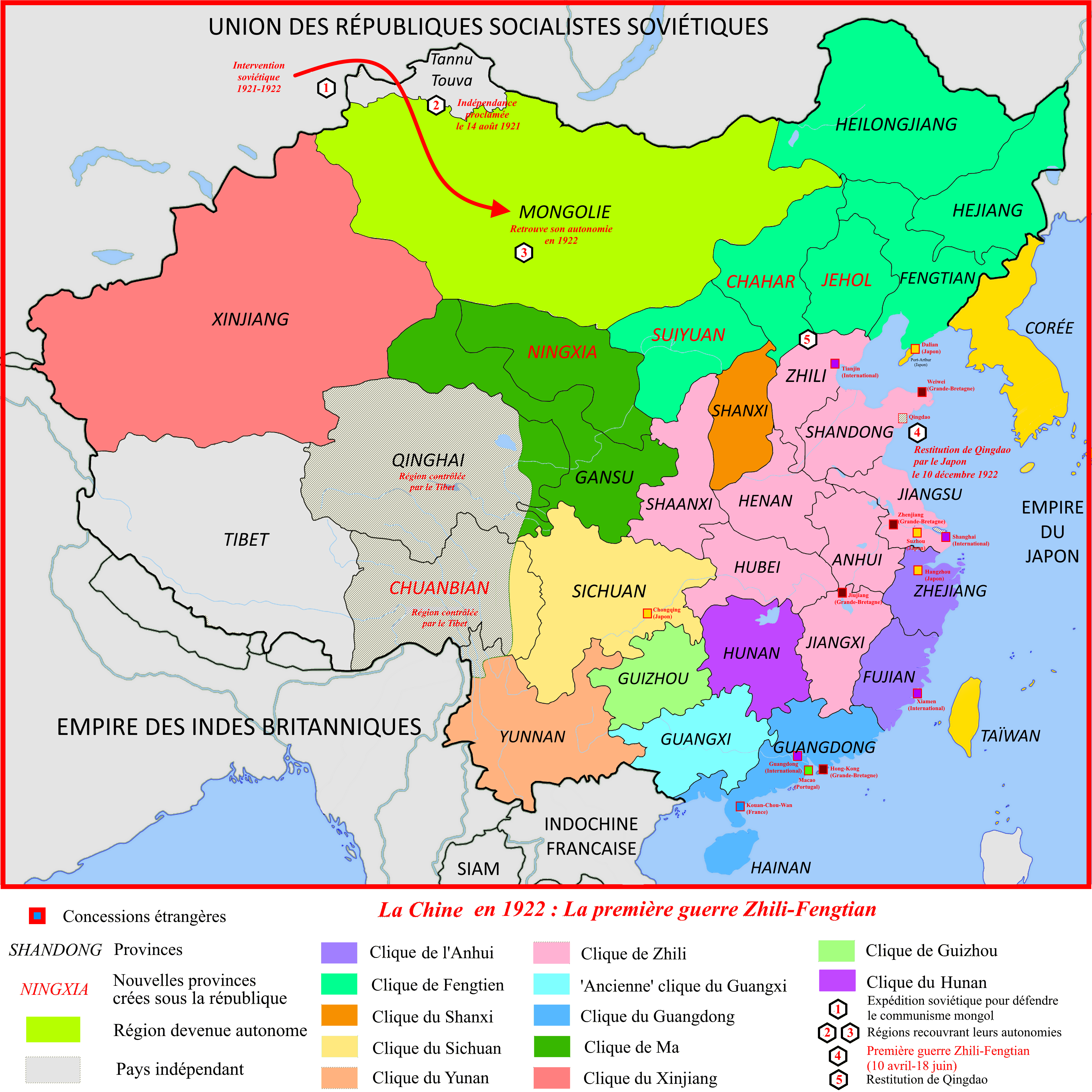
1921-22年军阀分布

| 派系   | 势力范围                     | 代表人物                             | 扶植势力    |  |
| ------ | ---------------------------- | ------------------------------------ | ----------- |  |
| 直系   | 直隶、河南、湖北、江西、江蘇 | 冯国璋、曹锟、吴佩孚、齐燮元、孙传芳 | 美国、 英国 |  |
| 皖系   | 安徽、浙江、山东、福建、陕西 | 段祺瑞、徐树铮、卢永祥               | 日本        |  |
| 奉系   | 奉天、黑龙江、吉林           | 张作霖、张学良、張宗昌               | 日本        |  |
| 晉系   | 山西                         | 阎锡山                               | 日本        |  |
| 西北系 | 西北地区                     | 冯玉祥                               | 苏联        |  |
| 粤系   | 广东、海南                   | 陈炯明、龙济光                       | 苏联        |  |

## 影响

### 暴力常规化
暴力是军阀组织所带来的一个结果。军阀组织以军人为主导，决定了军阀组织的行动必然是以军事考虑为优先，行政政策为军事政策服务。虽然在军阀组织有文官力量的存在，但是他们也只能是在军事优先的前提下服务。军阀政治下的政治军事化也决定了暴力是解决政治冲突的主要方式，它迫使军阀组织必须时刻把军事考虑放在优先地位。“因而，军阀一直不断地强调暴力在现代中国政治中的作用。他们表明，暴力将决定性地影响事件这一仅有的期望足够把许多因素排除在中国政治之外。这种意向在部分公民中激起了情绪化的态度和普遍倾向于遵从『暴力逻辑』的命令──那就是，承认权宜之计的要求和支持拥有优势军事力量的人。”军阀组织的暴力性质不仅对社会带来了破坏侵蚀着军阀政治的合法性，而且暴力竞争的方式也不断削弱着军阀组织本身的政治能力。暴力是军阀组织赖以生存和扩张的保障，但是暴力也是军阀组织自相残杀的始因。
战争是暴力最主要的表现方式，也是最终的冲突解决方式。“军阀主义最显著的特点恐怕是战争。不是所有的军阀都野心勃勃要扩大其既得利益的，但是军阀却极力维护他们的既得利益，反对要夺取更多权利的人。因为总是有人想扩大霸权，因而局部的、地区性的战争经常不断。”战争频率在军阀政治时期达到了无以复加的程度。“历史学者一致认为军阀时期战争是无休止的，但是对于打了多少场战争却没有一致的看法。一位学者认为在1916年到1928年之间有140多场战争。另一位学者计算出在1911年后仅仅在四川省就有400多场大小的内战。”战争对社会带来了巨大的破坏，直接吞噬着社会的经济资源。“在一个社会里，如果公然使用武装力量与毫无节制地榨取财富变成了决定权势大小和职位高低的手段，那么这个社会迟早必然会耗尽经济资源。”
除了战争之外，暗杀、抢劫也是军阀组织常常运用的暴力方式。“由于个人忠诚在军阀军队和组织中扮演着主要角色，那么清除单一个人有重要的结果。因此，暗杀是军阀冲突的重要模式。所有军阀都害怕暗杀，一些军阀采取细致的预防措施来避免。”如冯玉祥就使用暗杀的手段灭掉了皖系的重要人物徐树峥。孙传芳之死也与政治暗杀有关。不仅仅是军阀组织之间政治斗争的常用手段，而且它还被军阀组织用来除掉自己其他的政治对手或政治异议者。

## 评价
1922年5月29日，第一次直奉战争刚刚结束后，《申报》发表杨荫杭（署名老圃）的时评《北洋正统》，表达了时人对于北洋的普遍唾弃：
北洋正统云云，乃丑语也。清朝有北洋正统，未救于清之亡，北洋正统之首领，且以帝制失败。曰直皖战争，曰直奉战争，皆北洋正统争城以战，杀人盈城之历史，今日果能觉悟，自当绝口不谈北洋二字，一洗北洋之余臭，乃可与民更始。乃组内阁，犹推重北洋老前辈为总理，一若非北洋正统不能控制全局者。谈国是犹曰恢复旧会，北洋正统可以巩固，一若以后选举，北洋正统必可操胜算者。不知北洋团体当听其星散，既无巩固之必要，亦无人可以控制。藉曰可以控制也，即直皖、直奉之战，亦可以免，而终不能免者，知其团体早已涣散，固不必燃已死之灰而为之谋中兴也。故今日北方果有人焉，能力矫北洋之旧非，固国人所愿闻。若犹以北洋二字为号召，国人将掩耳而走矣。

### 引用
1. ↑  桑兵. .